# Landgemeinde Pargas

Wappen der ehemaligen Landgemeinde Pargas

Die Landgemeinde Pargas (schwed. Pargas landskommun, finn. Paraisten maalaiskunta) ist eine ehemalige Gemeinde in Finnland. Sie lag im Schärenmeer vor der Küste der südwestfinnischen Landschaft Varsinais-Suomi. Die Landgemeinde Pargas entstand 1948, als der Hauptort Pargas als eigenständiger Marktflecken (köping / kauppala) aus der umliegenden Landgemeinde gelöst wurde. 1967 vereinigte sich die Landgemeinde wieder mit dem Marktflecken. Dieser erhielt zehn Jahre später das Stadtrecht. Im Jahr 1963 hatte die Landgemeinde Pargas eine Fläche von 248,1 km² und 3.820 Einwohner, davon rund zwei Drittel Finnlandschweden.